# La mia ragazza mena
La mia ragazza mena è un brano del duo milanese degli Articolo 31, estratto come primo singolo dal settimo album Italiano medio, pubblicato nel 2003. Il 5 settembre le radio hanno iniziato la trasmissione, mentre il 26 settembre è uscito il singolo fisico.

## Descrizione
Il singolo debutta in classifica nella sua prima settimana nei negozi, ad inizio ottobre 2003, direttamente alla terza posizione dei singoli più venduti in Italia.

## Tracce
1. La mia ragazza mena
2. Come una pietra scalciata (2003 rmx)
3. Gente che spera (live al Sachall di Firenze)

## Formazione
- J-Ax - voce

Altri musicisti
- Francesco Bottai - chitarra
- Paolo Costa - basso
- Elio Rivagli - batteria
- Bruno De Filippi - armonica

## Andamento in classifica
| ITA singles chart | ITA singles chart | ITA singles chart | ITA singles chart | ITA singles chart | ITA singles chart | ITA singles chart | ITA singles chart | ITA singles chart | ITA singles chart | ITA singles chart | ITA singles chart | ITA singles chart | ITA singles chart |
| Settimane         | 01                | 02                | 03                | 04                | 05                | 06                | 07                | 08                | 09                | 10                | 11                | 12                | 13                |
| ----------------- | ----------------- | ----------------- | ----------------- | ----------------- | ----------------- | ----------------- | ----------------- | ----------------- | ----------------- | ----------------- | ----------------- | ----------------- | ----------------- |
| Posizione         | 3                 | 6                 | 4                 | 8                 | 12                | 13                | 8                 | 16                | 15                | 12                | 18                | 18                | 11                |